# Englische Badmintonmeisterschaft 2025
Die Englische Badmintonmeisterschaft 2025  fand vom 1. bis zum 2. Februar 2025 in der University of Nottingham in Nottingham statt.

## Medaillengewinner
| Disziplin    | Gold                             | Silber                                | Bronze                       |
| ------------ | -------------------------------- | ------------------------------------- | ---------------------------- |
| Herreneinzel | Harry Huang                      | Nadeem Dalvi                          | Sid Palakkal                 |
| Herreneinzel | Harry Huang                      | Nadeem Dalvi                          | Cholan Kayan                 |
| Dameneinzel  | Freya Redfearn                   | Leona Lee                             | Tashvi Parab                 |
| Dameneinzel  | Freya Redfearn                   | Leona Lee                             | Alexandra Oprisan            |
| Herrendoppel | Barney Chua Yue Chern Zach Russ  | Gregory Mairs Ethan van Leeuwen       | Oliver Butler Samuel Jones   |
| Herrendoppel | Barney Chua Yue Chern Zach Russ  | Gregory Mairs Ethan van Leeuwen       | Rory Easton Alex Green       |
| Damendoppel  | Abbygael Harris Elizabeth Tolman | Lisa Curtin Estelle van Leeuwen       | Sian Kelly Annie Lado        |
| Damendoppel  | Abbygael Harris Elizabeth Tolman | Lisa Curtin Estelle van Leeuwen       | Chloe Dennis Natasha Lado    |
| Mixed        | Gregory Mairs Jenny Mairs        | Ethan van Leeuwen Estelle van Leeuwen | Harry Wakefield Annie Lado   |
| Mixed        | Gregory Mairs Jenny Mairs        | Ethan van Leeuwen Estelle van Leeuwen | Rory Easton Elizabeth Tolman |